# 上野街道 (名古屋市瑞穂区)

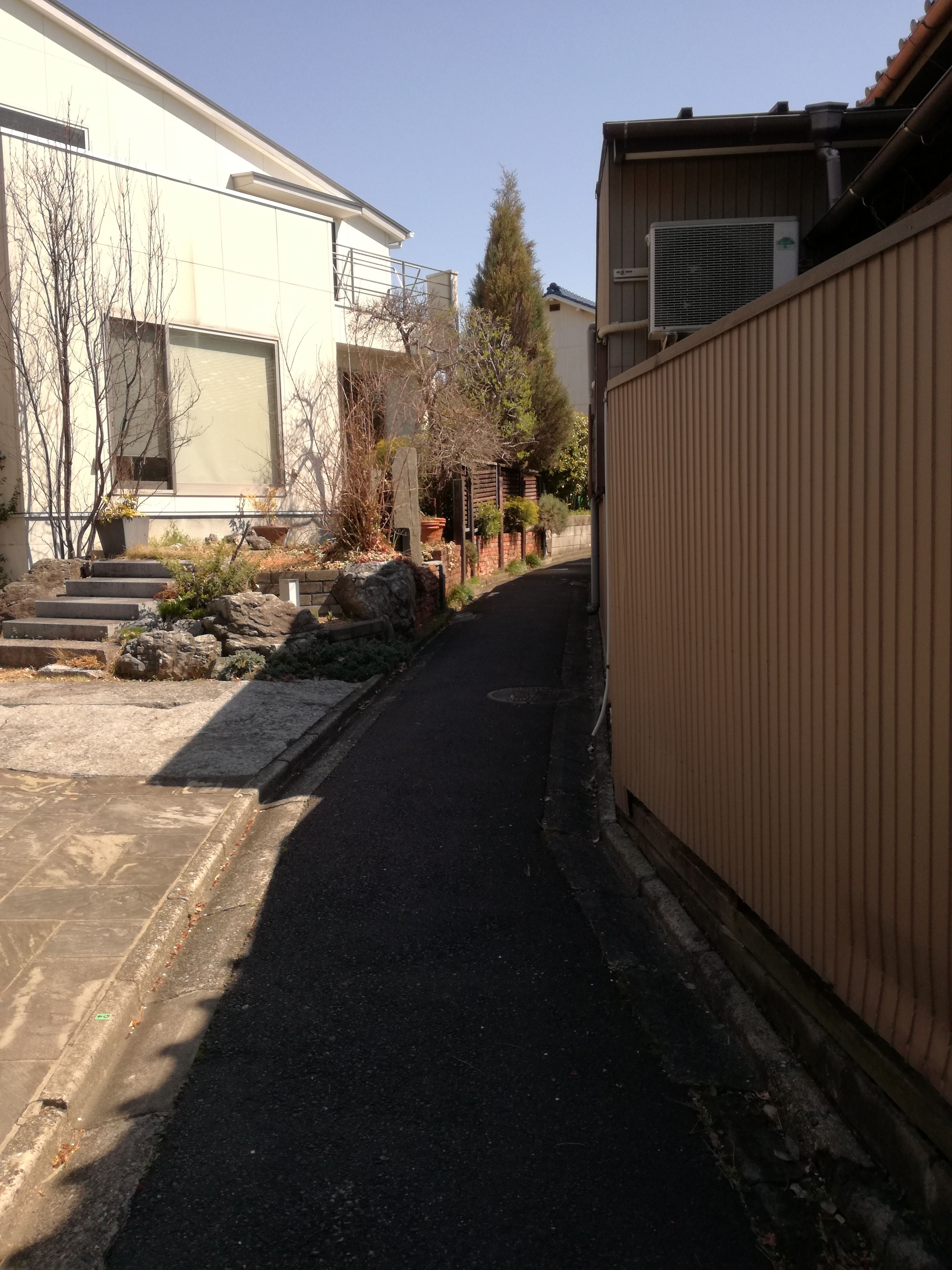
名古屋市瑞穂区井戸田町を通る上野街道

上野街道（うえのかいどう）は、京都と鎌倉を結ぶ鎌倉街道のうち、愛知県名古屋市瑞穂区を通る部分の通称。

## 歴史的経緯
瑞穂区の鎌倉街道は別名上野街道と呼ばれている。（根拠は『尾張徇行記』に記されている。）
「上野之路」は『張州雑志』によると「井戸田より鳴海に至る」上野と呼ぶ者あり。『尾張徇行記』にも「此のあたり上野街道の跡なると疑いなし。
すべて東海道が成立しない前のことである。

## ルート
ルートの出典
鎌倉往還
- 1185年：駅路之法で定められる
- 1192年：鎌倉幕府成立以後、整備される。
- 京鎌倉街道往還の一部と伝わる。

京鎌倉街道のルート
- 京都 → 近江 → 関ケ原 → 美濃（古代東山道）
- 洲俣（すのまた、墨俣）
  - 木曽を渡る → 折戸 → 萱津 → 熱多（熱田） → 井戸田（上野街道と呼ばれる） → 鳴海 → 二村山（沓懸）
  - 洲俣：洲俣とかやいふ河には　舟を並べて　正木の綱にあらむ　かけとどめたる浮橋あり　いとあやしけれど渡る　『十六夜日記』（弘安2年）

## 上野街道にある史跡

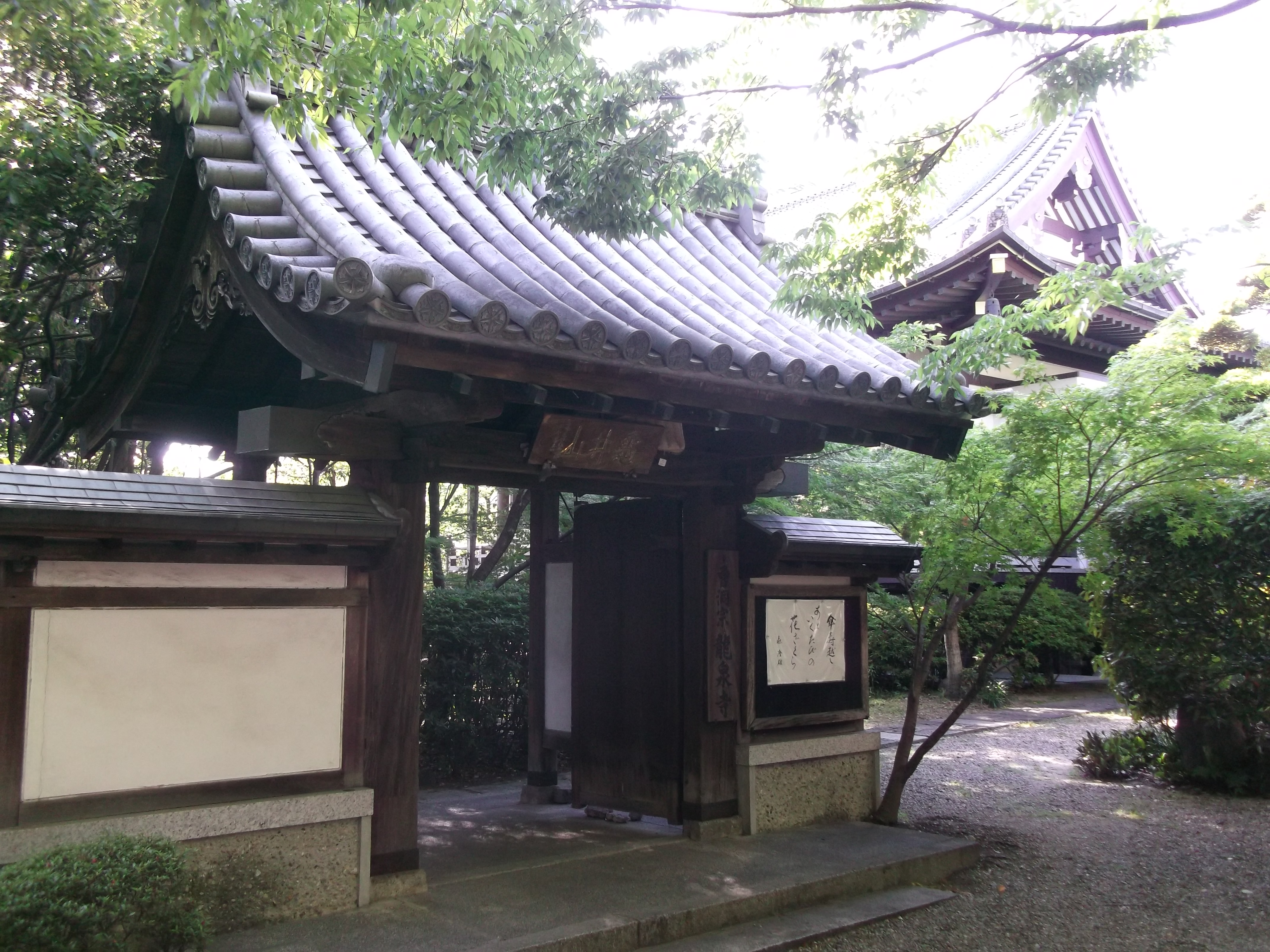
龍泉寺

藤原師長謫居跡 - 嶋川稲荷の中に謫居址の碑がある。井戸田付近に流された太政大臣藤原師長の屋敷があった。
亀井山龍泉寺 - 行基（670-750）が開基した薬師寺という大寺の塔頭に龍泉庵・龍雲庵・福伝院・妙喜院・蔵伝庵の5庵あり、応仁の乱（1464年）の頃に龍泉庵のみ残り、亀井山龍泉寺となる。